# 省略號 (數學)
在數學中，省略號（ellipsis）是一個三點符號（{\displaystyle \ldots }）。當我們無法列舉出所有項目，又或者為求簡單而不打算一一枚舉的時候，就使用省略號來表示「依此類推」的意思。

## 有限序列
如果一個序列的元素個數是有限的，但是非常多，在列舉時就使用省略號省略掉中間的元素。例如，0 到 100 的列舉式：
{\displaystyle (0,1,2,3,\ldots ,100)}

## 無限序列
當一個序列的元素個數是無限的，就稱為無窮序列或是無限序列，在列舉時就使用省略號省略掉後面的元素。例如，自然數是一個無限序列：
{\displaystyle (0,1,2,3,4,\ldots )}

## 無窮級數
無窮級數的列舉也是使用省略號省略掉後面的項目。例如，所有自然數的和：
{\displaystyle 0+1+2+3+4+\ldots }
十八世紀的數學家則使用 etc. 來表示：
{\displaystyle 0+1+2+3+4+etc.}

## 無窮乘積
無窮乘積的列舉與無窮級數相同，使用省略號省略掉後面的項目。例如，沃利斯乘积：
{\displaystyle {\frac {2}{\pi }}={\frac {1\cdot 3}{2\cdot 2}}\cdot {\frac {3\cdot 5}{4\cdot 4}}\cdot {\frac {5\cdot 7}{6\cdot 6}}\cdot \ldots \cdot {\frac {(2n-1)\cdot (2n+1)}{2n\cdot 2n}}\cdot \ldots }
其中，{\displaystyle n} 為正整數。

## 集合建構
在建構集合時，也使用省略號來省略不具體列出的元素。例如，正整數 1 到 100 的集合：
{\displaystyle \{0,1,2,3,\ldots ,100\}}
或是自然數的集合：
{\displaystyle \{0,1,2,3,\ldots \}}